# Ivan Mazepa
Ivan Mazepa-Kaledinskij (ukrainsk: Іва́н Мазе́па-Калединський, tr. Iván Mazépa-Kaledinskij; født 20. marts 1639, død 2. oktober 1709 i Bender) var en ukrainsk kosakhetman 1687-1708. Han vendte sig til Karl 12. under Store nordiske krig og kæmpede for et selvstændigt Ukraine, men havde hverken det ukrainske folk eller den store majoritet af kosakkerne bag sig.

## Liv

### Opvækst og tidlig karriere
Mazepa blev født nær byen Bila Tserkva (russisk: Belaja Tserkov), da en del af det polsk-litauiske samvælde, 20. marts 1639. Han fik først uddannelse ved Kyiv-Mohyla akademiet og der efter i en Jesuitskole i Warszawa.
Hans fader, Adam Stepan Mazepa, var en kosak, som havde nære kontakter med de højeste polske adelskredse. Moderen Marina Moskievskaja var en fremstående personlighed. Modsat det moskovitiske Rusland, hvor kvinderne sad bortgemte i såkaldte teremslotte (en russisk type af træslotte), havde kvinderne i Ukraine i 1600-tallet ofte en fremstående rolle inden for politik. Nogle mener, at dette var en arv fra Kievriget, mens andre formoder polsk indflydelse.
Mazepas fader og Marinas (dvs. moderens) broder var kosakhøvdinger under Bogdan Chmelnitskij og døde i kampe mod polakkerne - faderen ved Tjortkov i 1655 og morbroderen ved Drozji Pole i 1655.
Fra 1659 tjente Mazepa som page hos den polske konge Johan 2. Kasimir. Der blev han udstødt på grund af sin ortodokse tro af sine katolske kolleger. Det gik så langt, at Mazepa endte i en fægtningsduel inde i kongepaladset. Mazepa forvistes til sin mors gods i Volhynien. Der indledte han et forhold til en gift adelsdame. En dag blev de to taget på fersk gerning af ægtefællen. Mazepa blev, nøgen og rullet i tjære, fastbundet på sin hest, der sattes i galop. Da han nåede frem til sin mors gods, var han så såret og fyldt med ar, at det knapt var muligt at genkende ham.
Mellem 1669-1673 tjente han under kosakhøvdingen hetman Petro Dorosjenko. Ved et tilfælde, da han var sendebud til Krim, blev han taget som gidsel af Moskvatro zaporizjzjakosakker og sendtes til Moskva for at blive forhørt. Der blev han forhørt af Artamon Matvejev personligt, hvilken fik et godt indtryk af den unge Mazepa. Han blev sluppet fri og rejste tilbage til Ukraine. Under årene 1674-1681 tjente han hetman Ivan Samojlovitj. Han steg hurtigt i kosakkernes rangorden, og 1682 forfremedes han til general jesaul.

### Hetman
Da Ivan Samojlovitj var blevet tilfangetaget af russerne i 1687, valgtes Mazepa til ny hetman over Ukraines østbred, efter pres fra blandt andre Vasilij Golitsyn.
Gradvis voksede Mazepas velstand, og han var snart en af Europas største jordejere med over 20.000 godser. Mange var gaver fra den russiske zar Peter 1.. Som stærk troende ortodoks lod Mazepa bygge en række kirker rundt om i Ukraine, i ukrainsk barokstil. Han udvidede også Kyiv-Mohyla-akademiet så, at antallet af studenter blev cirka 2.000. Men mange kosakker vendte sig med tiden imod Mazepa, efter som de fandt ham autoritær. Et større antal oprør brød ud i Zaporizka Sitj (ukrainsk: Запорізька Січ), men blev slået ned af Mazepa.
1702 gjorde kosakkerne i Ukraines vestbred, under lederen hetman Semen Palij, oprør mod Polen, hvilket mislykkedes. Ivan Mazepa vendte sig til den russiske zar Peter 1. og bad om tilladelse til at få lov til at gå ind på vestbredden, hvilket han fik og indtog store dele af det vestlige Ukraine, efter som Polen var svækket af den svenske invasion under Karl 12.. Af frygt for Palijs popularitet flygtede Mazepa.

### Store nordiske krig
Efter den Store nordiske krigs udbrud stillede Peter 1. af Rusland krav til kosakkerne om at i stedet for at, som de plejede, forsvare sine domæner mod polakker, tyrkere og tatarer, forblive i Polen og kæmpe mod den svenske invasionshær. Dette forårsagede store skader hos kosakkerne, op til 70% af de kæmpende døde.
Da Karl 12.s polske allierede Stanislaus Leszczynski begyndte at blive en trussel mod de ukrainske kosakker i 1708, bad Mazepa Peter 1. om militær støtte, hvilket han ikke fik, efter som zar Peter samlede alle sina tropper til at imødegå en forventet svensk invasion.
Da den svenske hær begyndte at nærme sig Ukraine, besluttede Mazepa at opsøge den, og den 28. oktober 1708 sluttede han en alliance med Karl 12.. Men kun 3.000 af kosakkerne forblev loyale over for Mazepa, resten sluttede sig til Peter 1. Russerne hævnede sig ved den 2. november 1708 at afbrænde Aleksander Mensjikov Mazepas hovedstad Baturin og dræbe dens indbyggere og garnisonen.
Dette gjorde mange tidligere anhængere til Mazepa bange, og den 11. november 1708 valgtes Ivan Skoropadskij til ny kosakhetman. Mazepas sidste håb om loyalitet var i Zaporizka Sitj, hvilket mod alle odds støttede ham trods deres tidligere konflikter. Ifølge dem var han i det mindste mindre ond end zaren. Men også Zaporizka Sitj ødelagdes af russiske tropper 1709.
Mazepa fulgte med den svenske hær gennem den hårde vinter 1708-1709. Om foråret begyndte man at belejre den ukrainske by Poltava, og den 28. juli indtraf slaget ved Poltava mellem russiske og svenske tropper. Slaget blev vundet af Rusland og satte stop for Mazepas drømme om et frit Ukraine. Han flygtede sammen med Karl 12. til den osmanniske by Bender i Bessarabien (nu Transnistrien), hvor han døde den 22. september.

## Kultur
- Mazepas person anvendes i Pjotr Tjajkovskijs opera fra 1883 med samme navn.
- George Gordon Byron skrev et digt om Mazepa, "Mazeppa" fra 1818.
- Victor Hugo skrev et digt ved navn, "Mazeppa" fra 1829.
- Også Juliusz Słowacki skrev et digt ved navn "Mazepa" fra 1840.
- Også i en musikstykket Mazeppa (en almindelig stavemåde i 1800-tallet) af Franz Liszt fra 1854, baseret på Victor Hugos digt (om hans nøgne ridt).